# Charles Émile Seurre
Charles Marie Émile Seurre, llamado Seurre jeune o Seurre el Joven, fue un escultor francés nacido en París en 1798 y fallecido en esta misma ciudad en 1858.

## Biografía
Alumno del escultor Pierre Cartellier, Émile Seurre recibe el Premio de Roma de escultura en 1824, con un relieve que lleva por título La túnica de José entregada por Jacob. 
Permanece pensionado en la Villa Médici de Roma desde el 5 de enero de 1825 al 31 de diciembre de 1829.
Como su hermano mayor, Bernard Seurre, participa en la difusión de la leyenda napoleónica. Es sobre todo conocido por sus estatuas de la serie de los « grandes hombres ».
Su hermano mayor Bernard Seurre (1795 - 1867) también fue escultor.

## Obras
- Napoleón I (1833), estatua en pie, bronce, París, Hôtel des Invalides, cour d'honneur

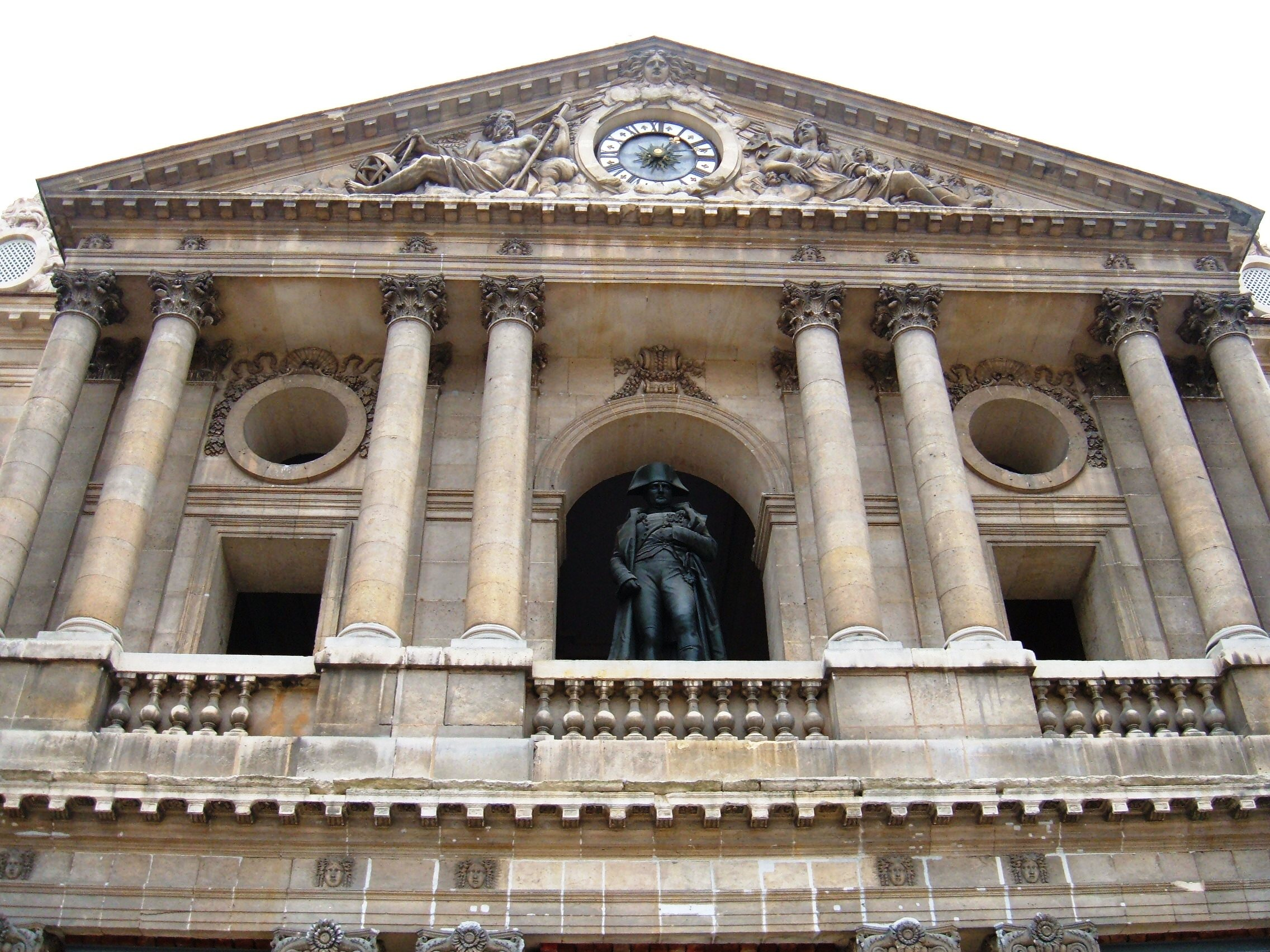
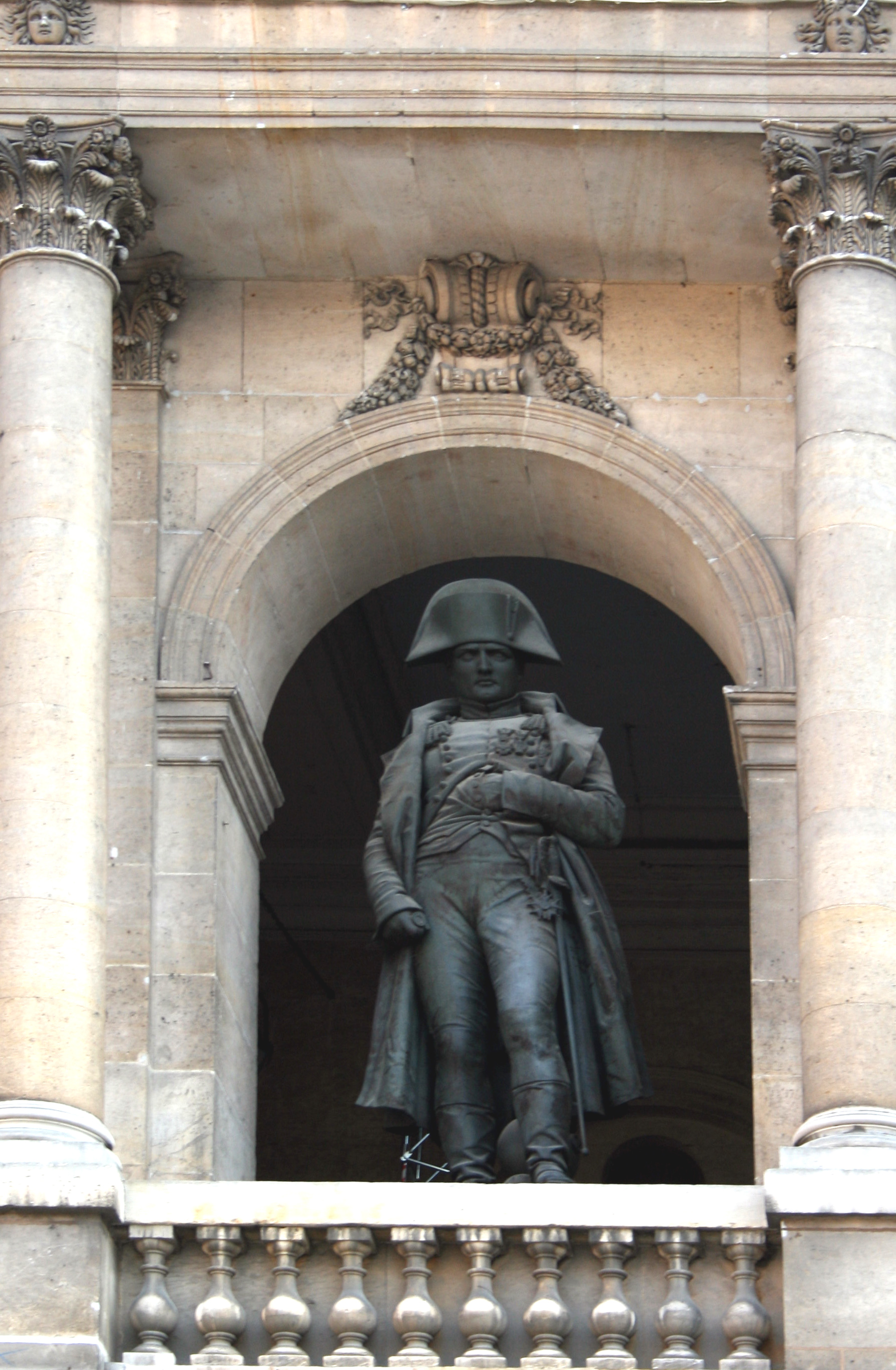
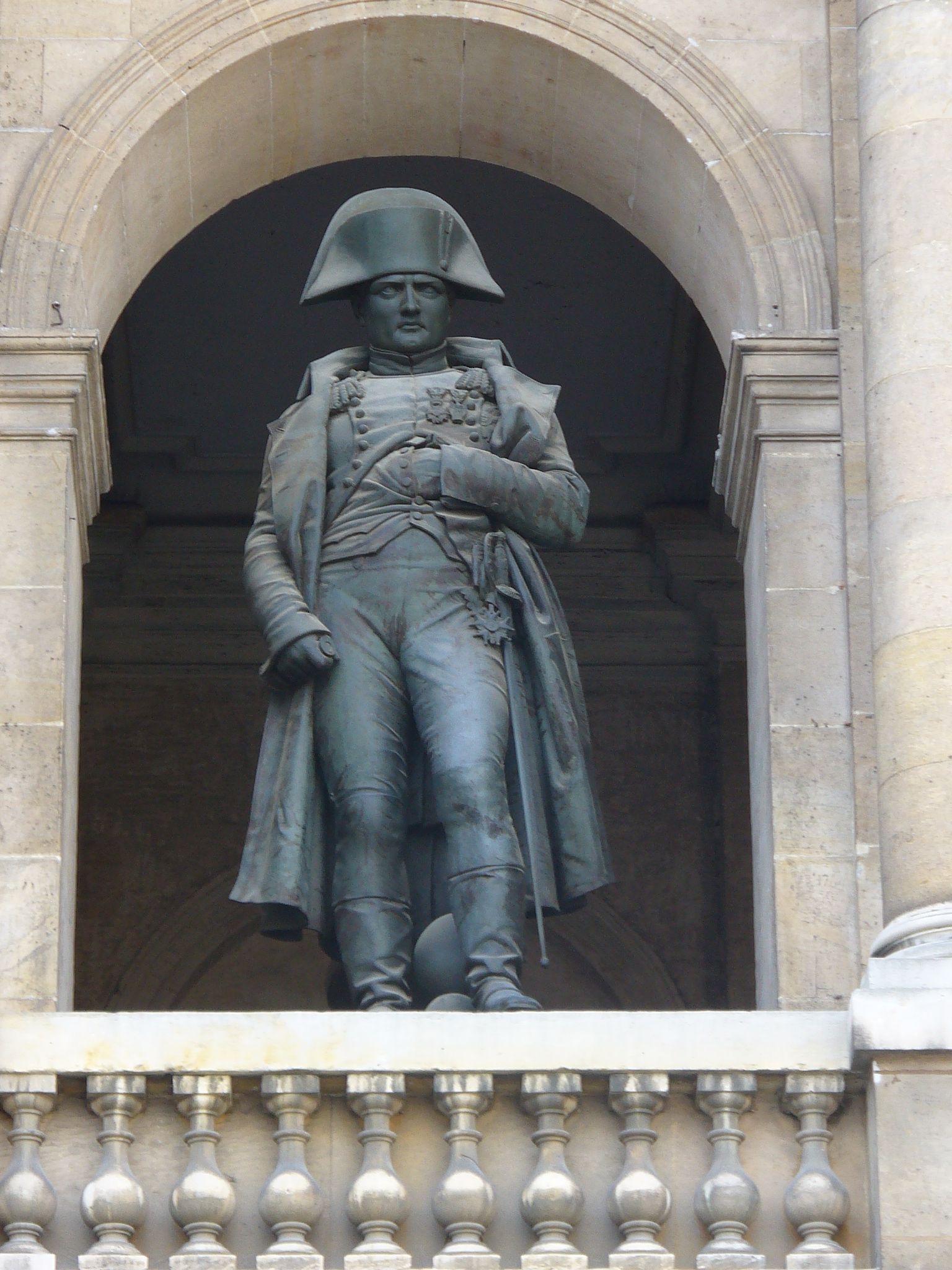
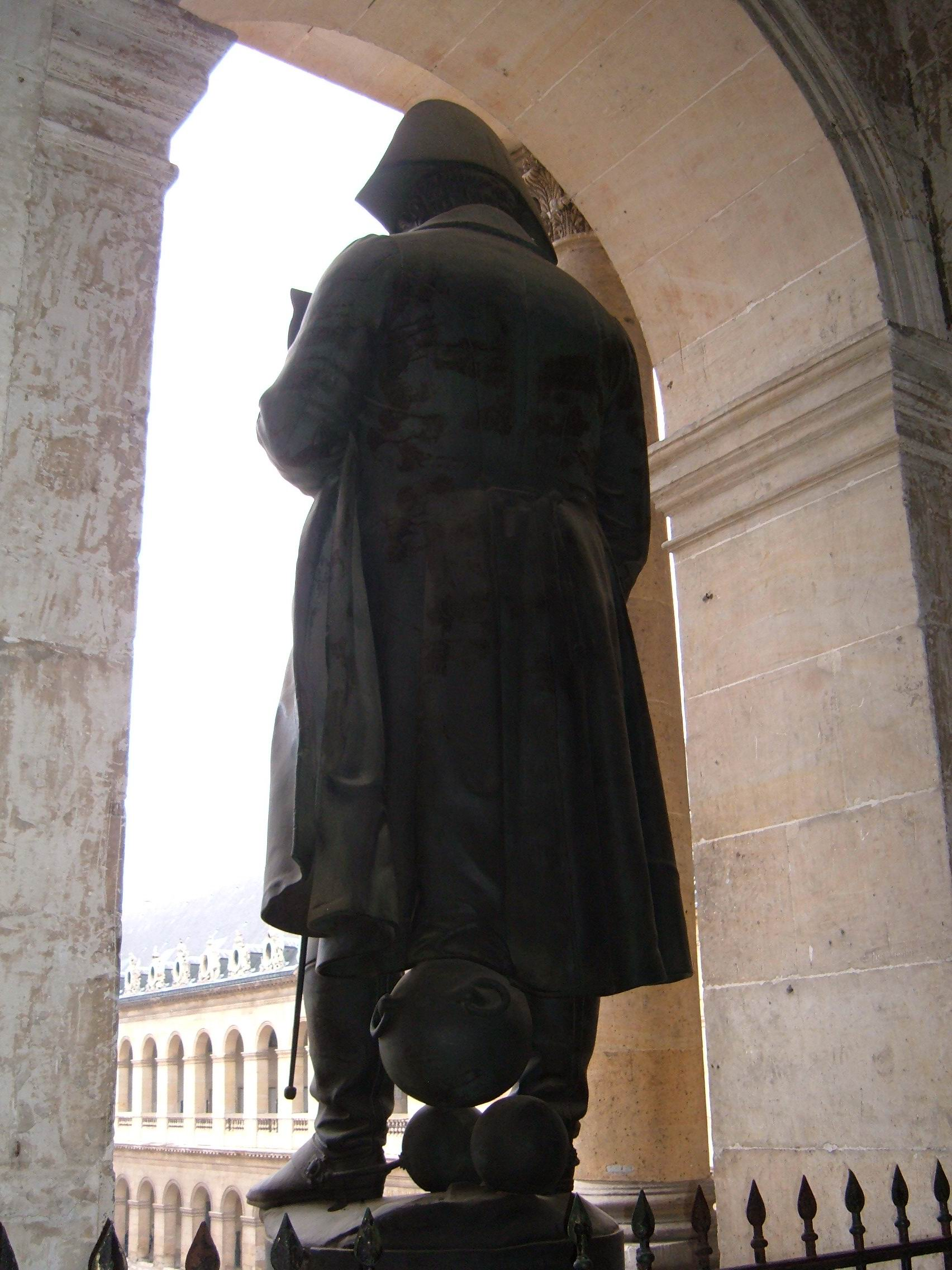

(pinchar sobre la imagen para agrandar) 

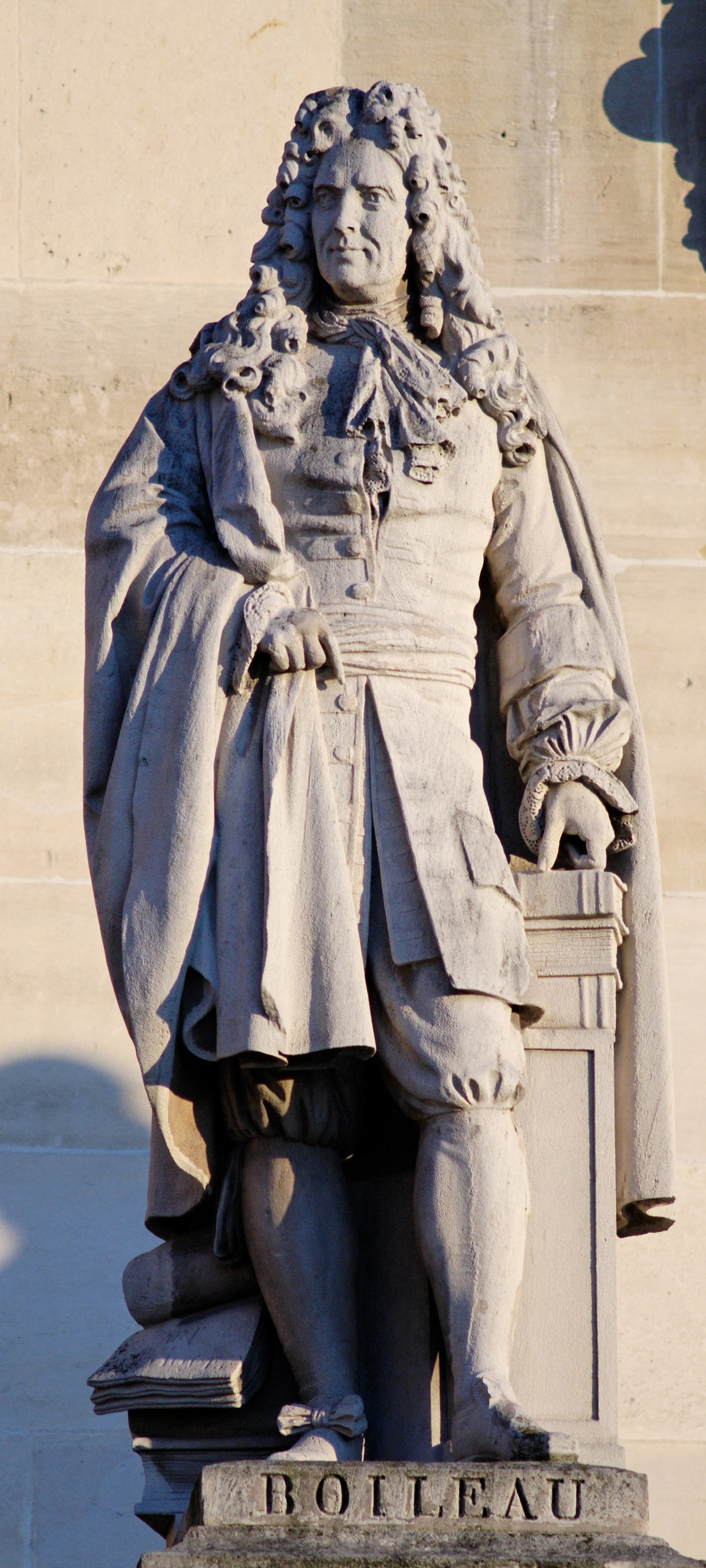
Nicolas Boileau por Seurre el joven, cour Napoléon del palacio del Louvre.

- Napoléon I, estatua en pie (reducción), bronce, Versalles, châteaux de Versailles et de Trianon
- La Marina, figura alegórica, París, arco de Triomphe de l'Étoile, sobre el Arco de Triunfo, lado norte
- El Talento, estatua, París, cementerio del Père-Lachaise, tumba de Pierre Cartellier, cara lateral izquierda
- Una estela adornada de tres personajes velados, bajo relieve, Paris, cementerio del Père-Lachaise, tumba de Pierre Cartellier, a la derecha de la tumba
- Retrato de Hugues Quieret, almirante de Francia (fallecido en 1340) (1840), busto, escayola,[2] Versailles, castillo de Versailles y de Trianon
- Saint Louis, estatua en pie, Versalles, castillo de Versailles y de Trianon
- Gaston de Foix, duque de Nemours (1489 - 1512) (1842), estatua en pie, mármol, Versalles, castillo de Versailles y de Trianon[3]
- Carlos VII, estatua en pie, mármol, Versailles, castillo de Versailles y de Trianon
- Estatua de un joven romano en el museo Crozatier de Le Puy-en-Velay.